# Моргейн (серия романов)
Цикл «Моргейн» (англ. The Morgaine Stories или англ. The Morgaine Cycle) — серия из четырёх романов в жанре фэнтези, написанная американской писательницей Кэролайн Джэнис Черри. За первый роман серии, вышедший в 1977 году, писательница была удостоена премии имени Джона Кэмпбелла. На русском языке изданы только три романа.

## Сюжет
Серия повествует о странствиях загадочной Моргейн и её спутника Вейни. Герои путешествуют из одного мира в другой при помощи Врат — технологии, которую некогда обнаружили и распространили по Вселенной представители расы кел. Врата, способные переносить людей в пространстве и времени, стали причиной гибели многих цивилизаций. Моргейн владеет волшебным мечом, способным закрывать Врата, и вся её жизнь посвящена лишь одному — уничтожению одних за другими Врат в отчаянной попытке закрыть Врата во всех мирах.

## Произведения цикла
- Врата Иврел (англ. Gate of Ivrel, 1977 год)
- Источник Шиюна (англ. Well of Shiuan, 1978 год)
- Огни Азерота (англ. Fires of Azeroth, 1979 год)
- Врата Изгнанников (англ. Exile's Gate, 1988 год)

## Издания
Оригинал серии был выпущен издательством «DAW Books», с иллюстрациями Майкла Уэлана на обложках. Первые три романа выпускались несколькими издательствами в одной книге под названиями «The Book of Morgaine» (Nelson Doubleday / Science Fiction Book Club, 1979 год), «The Chronicles of Morgaine» (Mandarin Publishing, 1989 год) и «The Morgaine Saga» (DAW Books, 2000).
На русском языке отрывок из серии впервые был напечатан в журнале «Техника — молодёжи» в 1993 году. В 1994 году роман «Огни Азерота» был издан в составе сборника издательства «Мелор». В 1996 году издательство Келвори выпустило первые три романа. В 2002 году последовало их переиздание издательством «Азбука» под общим названием «Врата Моргейн». Роман «Врата Изгнанников» на русском языке не издавался.